# Matacosa miscella
Matacosa miscella är en insektsart som beskrevs av William Lucas Distant 1887. Matacosa miscella ingår i släktet Matacosa och familjen lyktstritar. Inga underarter finns listade i Catalogue of Life.